# 4e Panzerdivision
Pour les articles homonymes, voir 4e division.
La 4e Panzerdivision était une division blindée de la Wehrmacht durant la Seconde Guerre mondiale, créée le 10 novembre 1938 ; elle a participé à toute la Seconde Guerre mondiale.

## Emblèmes divisionnaires

Variante
Variante 1943-1945
Emblème de la division de 1941 à 1945
Variante
Variante

## Histoire
La 4e Panzerdivision a ses origines avec la 7e Panzer-Brigade à Würzburg le 10 novembre 1935, comme première unité de la deuxième série d'unités allemandes rapides. Le 10 octobre 1938, elle est renforcée et devient une division.
Pendant la crise de Munich et de l'Anschluss de la Tchécoslovaquie, elle est utilisée comme écran à la frontière avec la Pologne en cas d'attaque préventive par les Alliés. En août 1939, elle a été rattachée à la XVI Panzer-Corps de la 10e armée du Général Walter von Reichenau.

### Campagne de Pologne
Au début de l'invasion de la Pologne en septembre 1939, la division commandé par Georg-Hans Reinhardt a été l'une des premières à traverser la frontière de la Pologne dans la zone d'opérations du groupe d'armées Sud dirigé par le général Gerd von Rundstedt. Équipée d'environ 341 chars, dont 183 Panzer I, 130 Panzer II, 12 Panzer IV et 16 chars de commandements, la division manquait d'unités d'infanterie et d'antichar.
Immédiatement après son entrée sur le territoire polonais, le 1er septembre, la division est arrêtée par la Brigade de cavalerie de Volhynie sous les ordres du colonel Julian Filipowicz et est engagée dans de violents combats dans la bataille de Mokra. Les chars allemands se révélèrent insuffisamment blindés et les Polonais infligèrent de lourdes pertes à l'unité allemande et repoussèrent la plupart de ses unités, qui perdit près de 160 véhicules blindés de combat dans la bataille (entre 70 et 100 d'entre eux étant des chars), principalement causés par des canons antichar  AT Bofors 37 mm d'origine polonaise et de fusils antichar KB ppanc wz.35.
Avec le soutien de la 1re Panzerdivision, elle réussit à franchir les lignes polonaises près de Kłobuck, et trois jours plus tard, la 4e Panzerdivision poursuivit sa marche vers Varsovie. Elle arrive dans la capitale polonaise le 8 septembre et tente de prendre la ville par surprise. Vers 17 heures, les forces de la 4e Panzerdivision tentent une attaque à l'ouest de Varsovie dans l'arrondissement d'Ochota. L'attaque est repoussée et les forces allemandes subissent de lourdes pertes. Le lendemain, la division est renforcée avec de l'artillerie et une unité d'infanterie motorisée de la Leibstandarte Adolf Hitler, et commence une autre attaque vers Wola et Ochota. Les barricades érigées par les polonais dans les principales rues permettent de repousser cette attaque.
À plusieurs reprises le manque d'armement du côté polonais est compensé par l'ingéniosité des combattants. L'une des rues menant vers le centre de la ville fut recouverte de térébenthine provenant d'une usine proche. Lorsque les chars allemands s'approchèrent, le liquide fut enflammé et les chars ont été détruits sans qu'un seul coup de feu n'ait été tiré. Les forces allemandes subissent de lourdes pertes et doivent se retirer. La 4e Panzerdivision perd à elle seule environ 80 chars et il ne reste qu'environ 220 blindés opérationnels.
Après ces différents assauts infructueux, la 4e division se retire à l'arrière du front, et prend part à la bataille de la Bzura, où elle appuie la contre-attaque allemande. Puis elle se retire sur les rives du Rhin pour recevoir des renforts.

### Campagne de France
Au cours de la Bataille de France de  mai 1940 la division est rattaché au XVI Panzer Corps du Général Erich Hoepner, faisant partie lui-même du groupe d'armées B de Fedor von Bock de la 6e armée sous le commandement de Walter von Reichenau.

Après une guerre éclair grâce à l'attaque surprise de Liège et de Charleroi, elle arrive dans le secteur de Béthune, où elle est engagée contre le Corps expéditionnaire britannique, dans la poche de Lille puis dans la bataille de Dunkerque. Toutefois, en raison d'ordres d'Adolf Hitler, elle ne réussit pas à capturer Dunkerque.
Au début du mois de juin 1940, la division est de nouveau transférée en première ligne et en quelques jours, elle réussit à traverser une grande partie de la France. Au moment où l'armistice est signé, elle est proche de Grenoble.
Après plusieurs mois d'occupation en France, à la fin de novembre, la 4e Division retourne dans ses casernes à Wurtzbourg, où elle est réorganisée et renforcée. La Panzer-Regiment 36, commandée par le colonel Jesser, est affectée à la nouvelle 14e Panzerdivision, tandis que l' Artillerie-Regiment 103 se voit renforcé par un troisième bataillon.

### Les Balkans
Du 6 avril au 28 mai 1941 elle est engagée dans la bataille de Grèce.

### Front de l'Est

#### Barberousse 1941
La division est transférée en Prusse orientale, dans la zone de Brześć Litewski (Brest-Litovsk) en Pologne occupée, où elle est affectée au XXIV Panzer Corps sous le commandement de Geyr von Schweppenburg.
À la veille de l'opération Barbarossa, la 4e Panzerdivision avait une force totale de 177 blindés :
- 44 PzKpfw II,
- 31 PzKpfw III (37 mm),
- 74 PzKpfw III (50 mm),
- 20 PzKpfw IV,
- 8 PzBef (chars de commandement)

Le 22 juin 1941, elle participe aux premiers combats de l'opération Barbarossa, l'invasion allemande sur l'Union soviétique. Durant le premier jour de l'opération, la division a réussi à percer les positions soviétiques et à atteindre Kobryn à près de soixante-cinq kilomètres derrière les lignes. Ensuite, la division manœuvre pour former l'une des pinces permettant d'encercler et de détruire une grande partie de l'armée soviétique dans la bataille de Minsk, où l'armée allemande fait environ 300 000 prisonniers. Après la bataille de Homiel, elle atteint Kiev, où elle combat les poches de résistance.
En septembre, la division se déplace près de Moscou. Elle est rattachée au Groupe d'armées Centre et se prépare à participer à la bataille de Moscou. Après le début de l'attaque le 30 septembre 1941, la 4e Panzerdivision atteint Mtsensk et le sud de Toula et commence l'encerclement de la capitale soviétique. Toutefois, les Allemands sont pratiquement paralysés lorsque les pluies d'automne s'abattent sur le pays, transformant l'unique route vers Toula en un tronçon de boue russe. Les chars allemands enlisés deviennent une cible facile pour les bombardiers russes. Lorsque le gel arrive au début du mois de novembre, les Allemands peuvent à nouveau utiliser les routes, mais se heurtent au problème de l'absence d'équipement hivernal, puisque Hitler avait prévu une victoire rapide en été. Les vêtements chauds et blancs pour le camouflage manquent cruellement aux hommes, et de plus en plus de chars et autres véhicules s'immobilisent par des températures extrêmement basses.
Le 5 décembre, l'unité se retire et reçoit l'ordre de défendre un tronçon de la ligne de front près de Moscou en réponse à la contre-offensive hivernale soviétique. Subissant de  lourds revers, la division recule et perd la quasi-totalité de ses chars : un mois plus tard, elle n'a  plus que vingt-cinq blindés encore en état de fonctionner. Elle se retire dans la zone d'Orel, où le dégel arrête la contre-offensive soviétique, et est partiellement renforcée.

#### Orel 1942
Tout au long de l'année 1942, elle combat dans la longue bataille d'Orel, une série d'accrochages, d'offensives et de contre-offensives ressemblant aux attaques de la Première Guerre mondiale. Le premier bataillon du Panzer-Regiment 35 est dissout et les autres chars sont rattachés au seul bataillon de chars restant.

#### Koursk 1943
En juillet 1943, elle prend part à la bataille de Koursk avec une mission de soutien. Après l'échec de cette bataille, elle se retire dans la zone le long de la rivière Desna et les marais de Pripjet. Après une série d'offensives soviétiques, la ligne de front s'établit près de Bobruysk, où la division passe l'hiver 1943-1944.

#### Bagration 1944
Au printemps 1944, elle se déplace dans la zone de Kowel en Pologne occupée, où elle soutient difficilement le groupe d'armées Centre au cours de l'opération Bagration, l'offensive soviétique de printemps, qui a commencé le 22 juin 1944 dirigée contre le groupe d'armées centre contraignant la division à se retirer, de même que l'ensemble de l'armée allemande.
Rattachée au XXXIX Panzer Corps sous le commandement du général Karl Decker, la 4e Panzerdivision se retire dans la zone de Varsovie, où les Soviétiques ont mis fin à leurs offensives à cause du début de l'Insurrection de Varsovie. Dans la bataille de Wołomin, la 4e Division réussit à infliger des pertes au 3e corps blindé soviétique.
Puis elle est transférée dans le nord de la Lituanie en soutien du groupe d'armées Nord en étant rattachée à la 3e armée de Panzer. Toutefois, l'avance soviétique coupe l'armée allemande en deux, la division doit abandonner la Lituanie et la Lettonie et se retrouve dispersée. Certaines de ses unités ont été coupées du reste du territoire tenu par leur armée, ainsi que les 16e et 18e Armées en Livonie. Puis la 4e Panzerdivision est engagée dans la poche de Courlande. Certaines de ses unités sont rattachées à d'autres plus petites pour former des unités improvisées.

#### Offensive soviétique 1945
Le reste de l'unité est détruit par les offensives soviétiques d'avril à mai 1945 et finit par se rendre.
Certains membres de la division prendront part à la bataille de Berlin avant de disparaître.

## Crimes de guerre
Une partie de la division a été responsable d'un certain nombre de crimes de guerre pendant l'invasion de la Pologne en 1939. Le premier incident s'est produit le 1er septembre 1939, lorsque la division a utilisé des civils comme boucliers humains au cours de la bataille de Mokra. 
Le 3 septembre, quand un avion polonais a été abattu et que son équipage fait prisonnier, l'un de ses occupants a été brutalement interrogé et torturé (les soldats allemands lui ont coupé le nez, les oreilles et la langue), puis exécuté,.
Le 6 septembre, un autre prisonnier de guerre polonais a été exécuté dans le village de Czermno. 

À Mszczonów onze prisonniers de guerre polonais (huit en uniforme et trois en civil) ont été tués par balles en public par des soldats de la division.
Lorsque la division a progressé vers Varsovie, le 8 septembre à Nadarzyn, un major polonais est capturé et reçoit l'ordre de creuser sa propre tombe avant d'être exécuté. Lors d'une tentative d'évasion, il est repris et lynché à mort par un groupe de soldats Le lendemain, dans le village de Ludwikówka, deux autres polonais prisonniers de guerre sont exécutés.
Un autre crime de guerre a eu lieu le 18 septembre dans le village de Śladów, où les forces allemandes de la 4e Panzerdivision abattent et noient dans la Vistule deux cent cinquante deux prisonniers de guerre et cent-six civils, dont certains avaient été utilisés  précédemment comme boucliers humains.

## Commandants
| Début            | Fin              | Grade                                                                         | Nom                                             |
| ---------------- | ---------------- | ----------------------------------------------------------------------------- | ----------------------------------------------- |
| 10 novembre 1938 | 4 février 1940   | Generalmajor                                                                  | Georg-Hans Reinhardt                            |
| 4 février 1940   | 10 février 1940  | Generalmajor                                                                  | Ludwig von Radlmaier (de)                       |
| 11 février 1940  | 23 juillet 1940  | Generalmajor                                                                  | Johann Joachim Stever                           |
| 24 juillet 1940  | 7 septembre 1940 | Oberst                                                                        | Hans Freiherr von Boineburg-Lengsfeld           |
| 8 septembre 1940 | 26 décembre 1941 | Generalmajor                                                                  | Willibald Freiherr von Langermann und Erlencamp |
| 27 décembre 1941 | 2 janvier 1942   | Oberst                                                                        | Dietrich von Saucken                            |
| 6 janvier 1942   | 1er mars 1942    | Oberst                                                                        | Heinrich Eberbach                               |
| 2 mars 1942      | 3 avril 1942     | Oberst                                                                        | Otto Heidkämper                                 |
| 4 avril 1942     | 26 novembre 1942 | Generalmajor                                                                  | Heinrich Eberbach                               |
| 27 novembre 1942 | 30 mai 1943      | Oberst Dipl. Ing, puis Generalmajor Dipl. Ing, puis Generalleutnant Dipl. Ing | Erich Schneider                                 |
| 31 mai 1943      | Janvier 1944     | Generalleutnant                                                               | Dietrich von Saucken                            |
| Janvier 1944     | Février 1944     | Generalmajor Dipl. Ing                                                        | Hans Junck                                      |
| Février 1944     | 30 avril 1944    | Generalleutnant Dipl. Ing                                                     | Dietrich von Saucken                            |
| 1er mai 1944     | 27 mars 1945     | Oberst, puis Generalmajor, puis Generalleutnant                               | Clemens Betzel                                  |
| 10 avril 1945    | 8 mai 1945       | Oberst                                                                        | Ernst Hoffmann                                  |

## Ordre de batailles

### Composition en novembre 1938
- Schützen Brigade 4
  - Schützen Regiment 12
- Panzer Brigade 5
  - Panzer Regiment 35
  - Panzer Regiment 36
- Kradschutze Bataillion 7
- Panzerjäger Abwehr 49
- Pionier Abteilung 79
- Artillerie Regiment 103
  - Artillerie Abteilung I
  - Artillerie Abteilung II
- Naschr Abteilung 79
- Versorgungsdienste 84

### Composition en 1939
- Schützen Abteilung 12
- Kradschütze Abteilung 5 (bataillon de tirailleurs à motos)
- Panzer Brigade 5
  - Panzer Regiment 35
  - Panzer Regiment 36
- Aufklärungs-Abteilung 7
- Medizinisches Bataillon 40 (bataillon médical)

### Composition en novembre 1943
- Panzer Grenadier Regiment 12
- Panzer Grenadier Regiment 33
- Panzer Regiment 35
- Panzer Aufklarung Abteilung 4
- Panzerjäger Abwehr 49
- Pionier Abteilung 79
- Artillerie Regiment 103
  - Artillerie Abteilung I
  - Artillerie Abteilung II
  - Artillerie Abteilung III
- Flak Regiment 290
- Naschr Abteilung 79
- Feldersatz Abteilung 103
- Versorgungsdienste 84

## Théâtres d'opérations
- Septembre 1939
  - Campagne de Pologne
- Mai 1940
  - Campagne de France,
  - Poche de Lille
- 1941  
  - Opération Barbarossa
  - Bataille de Minsk,
  - Briansk
  - Bataille de Moscou
- 1942-1943
  - Front d'Est
  - Bataille de Koursk,
  - Gomel
- 1944
  - Babrouïsk,
  - Kovel,
  - Courlande
- 1945
  - Prusse-Orientale

## Récompenses
- 70 membres de la 4e Panzerdivision sont faits chevaliers de la croix de fer.
- 10 membres reçoivent la croix de chevalier de la croix de fer avec feuilles de chêne.
- 1 membre reçoit la Croix de chevalier de la croix de fer avec feuilles de chêne et glaives, le Generalleutnant Dietrich von Saucken, commandant de la division le 31 janvier 1944 (no 46).